# Championnat d'Irlande féminin de football 2011-2012
 (mai 2025).
Si vous disposez d'ouvrages ou d'articles de référence ou si vous connaissez des sites web de qualité traitant du thème abordé ici, merci de compléter l'article en donnant les références utiles à sa vérifiabilité et en les liant à la section « Notes et références ».
Navigation
Édition suivante
La saison 2011-2012 du Championnat d'Irlande féminin de football Irish Women's League est la toute première saison du championnat. La compétition met aux prises six équipes choisies sur dossier par la fédération d'Irlande de football.

## Participants
| \| Castlebar Celtic Dublin: · Raheny United · Shamrock Rovers · Peamount United Cork WFC Wexford Youths WFC \| Localisation des clubs engagés dans le championnat. |
| Castlebar Celtic Dublin: · Raheny United · Shamrock Rovers · Peamount United Cork WFC Wexford Youths WFC                                                           |

Ce tableau présente les six équipes qualifiées pour disputer le championnat 2011-2012. On y trouve le nom des clubs, le nom des entraîneurs et leur nationalité, la date de création du club, l'année de la dernière montée au sein de l'élite, le nom des stades ainsi que la capacité de ces derniers.
| Nom du club                            | Entraîneur     | Date de création | Dernière montée | Stade                   | Capacité |
| -------------------------------------- | -------------- | ---------------- | --------------- | ----------------------- | -------- |
| Castlebar Celtic Women's football Club | Jeremy Dee     | 1924             | 2011            | Celtic Park             | 1 500    |
| Cork Women's Football Club             | David Bell     | 2011             | 2011            | CIT                     | -        |
| Peamount United Football Club          | Eileen Gleeson | 1983             | 2011            | Peamount Hospital Pitch | 1 000    |
| Raheny United Football Club            | Ollie Prunty   | 1994             | 2011            | Morton Stadium          | -        |
| Shamrock Rovers Ladies Football Club   | Dave Dunne     | 1902             | 2011            | Tallaght Stadium        | 6 000    |
| Wexford Youths Women's Football Club   | -              | 2007             | 2011            | Ferrycarrig Park        | -        |

## Classement
| Rang | Équipe             | Pts | J  | G  | N | P  | Bp | Bc | Diff |
| ---- | ------------------ | --- | -- | -- | - | -- | -- | -- | ---- |
| 1    | Peamount United    | 36  | 15 | 12 | 0 | 3  | 66 | 17 | +49  |
| 2    | Raheny United      | 33  | 15 | 10 | 3 | 2  | 39 | 18 | +21  |
| 3    | Cork WFC           | 20  | 15 | 6  | 2 | 7  | 22 | 29 | -7   |
| 4    | Wexford Youths WFC | 20  | 15 | 5  | 5 | 5  | 21 | 32 | -11  |
| 5    | Castlebar Celtic   | 13  | 15 | 3  | 4 | 8  | 30 | 57 | -27  |
| 6    | Shamrock Rovers    | 5   | 15 | 1  | 2 | 12 | 13 | 38 | -25  |

### Leader journée par journée
- Pea = Peamount United
- Rah = Raheny United

### Évolution du classement
| Club               | 1 | 2 | 3 | 4 | 5 | 6 | 7 | 8 | 9 | 10 | 11 | 12 | 13 | 14 | 15 | nombre de journées en tête | nombre de journées relégable |
| ------------------ | - | - | - | - | - | - | - | - | - | -- | -- | -- | -- | -- | -- | -------------------------- | ---------------------------- |
| Castlebar Celtic   | 3 | 3 | 3 | 3 | 3 | 3 | 3 | 3 | 3 | 4  | 5  | 5  | 5  | 5  | 5  | 0                          | 0                            |
| Cork WFC           | 5 | 5 | 5 | 4 | 5 | 4 | 5 | 5 | 4 | 3  | 3  | 4  | 4  | 3  | 3  | 0                          | 0                            |
| Peamount United    | 1 | 1 | 2 | 2 | 2 | 1 | 1 | 1 | 2 | 1  | 1  | 2  | 1  | 1  | 1  | 10                         | 0                            |
| Raheny United      | 2 | 2 | 1 | 1 | 1 | 2 | 2 | 2 | 1 | 2  | 2  | 1  | 2  | 2  | 2  | 5                          | 0                            |
| Shamrock Rovers    | 6 | 6 | 6 | 6 | 6 | 6 | 6 | 6 | 6 | 6  | 6  | 6  | 6  | 6  | 6  | 0                          | 15                           |
| Wexford Youths WFC | 4 | 4 | 4 | 5 | 4 | 5 | 4 | 4 | 5 | 5  | 4  | 4  | 3  | 4  | 4  | 0                          | 0                            |

### Meilleures buteuses

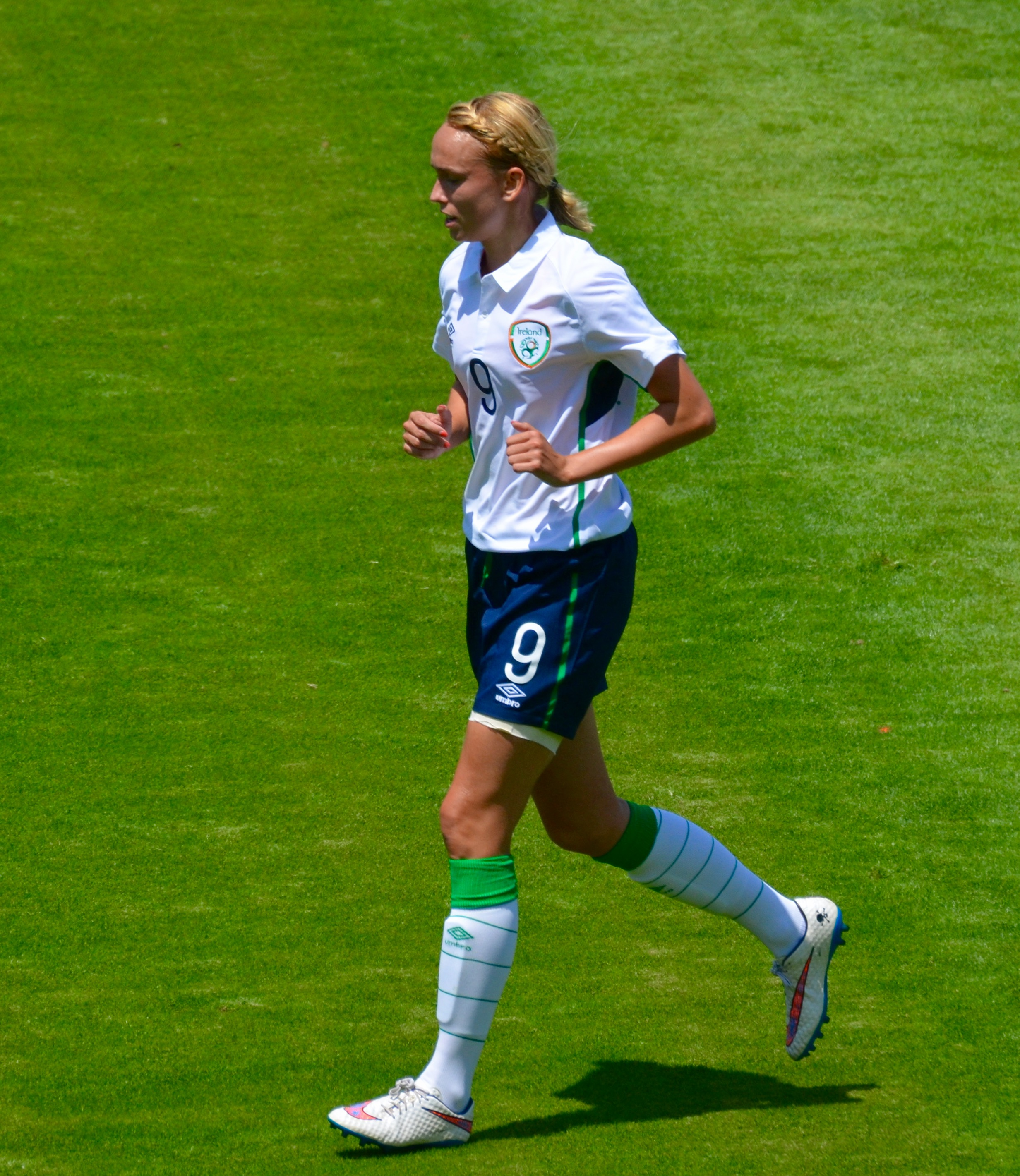
Stephanie Roche, meilleure buteuse du championnat avec 24 buts

| Buts | Nom             | Club             |
| ---- | --------------- | ---------------- |
| 24.  | Stephanie Roche | Peamount United  |
| 15   | Sara Lawlor     | Peamount United  |
| 13   | Emma Mullin     | Castlebar Celtic |
| 8    | Rebecca Creagh  | Raheny United    |
| 8    | Siobhán Killeen | Raheny United    |

## Bilan de la saison
| Championnat d'Irlande de football 2011-2012      |                 |
| Champion                                         | Peamount United |
| Dauphin                                          | Raheny United   |
| Qualifications continentales                     |                 |
| Ligue des champions féminine de l'UEFA 2012-2013 | Peamount United |
| Promotions et relégations                        |                 |
| Promus en Championnat d'Irlande de football      |                 |
| Relégués en Championnat d'Irlande de football    |                 |